# Al-Ma'arri
Abū al-ʿAlāʾ Aḥmad ibn ʿAbd Allāh ibn Sulaymān al-Tanūkhī al-Maʿarrī (in arabo أبو العلاء أحمد بن عبد الله بن سليمان التنوخي المعري‎?, anche scritto in passato Abulola; Ma'arrat al-Nu'man, 973 – Ma'arrat al-Nu'man, 1058) è stato un poeta e letterato arabo.

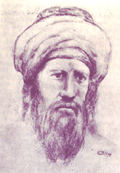
al-Maʿarrī

Erudito, filologo e retore, compose opere in prosa e in versi. Conosciuto come il "Lucrezio d'Oriente", fu un razionalista controverso, lasciando intendere di considerare le religioni positive in generale nulla più di una superstizione.

Per le sue critiche alle religioni viene spesso (ma erroneamente) accostato all'ateismo ma tutta la sua formazione intellettuale e la sua vita mostrano ben altro, come indica d'altronde l'accorata elegia dedicata all'amatissima sua madre defunta, che egli si augura vivamente di incontrare nuovamente nell'Aldilà.

## Formazione culturale
Ammalatosi da bimbo di vaiolo, perse di fatto la vista, come egli stesso afferma in una lettera rivolta al Dāʿī ’l-duʿāt (capo propagandista) fatimide Abū Naṣr b. Abī ʿImrān al-Muʾayyad fī l-Dīn.
Compì nella natia Maʿarra e ad Aleppo accurati studi religiosi, di lingua e di letteratura araba, avendo tra i suoi maestri suo padre e il grammatico e poeta Ibn Khālawayh, che apparteneva alla privilegiata cerchia letteraria radunata intorno a sé dall'Emiro hamdanide Sayf al-Dawla ad Aleppo e che egli ricorderà con grande affetto e rispetto nella sua Risālat al-Ghufrān.
Fu poeta di grande vigore e ammirò in modo incondizionato al-Mutanabbi.
Si recò quindi a Baghdad, capitale del califfato abbaside, come pure a Tripoli del Libano e ad Antiochia.

I suoi dubbi religiosi (che affiorano talora nelle sue opere) non tracimarono mai nell'ateismo o nello scetticismo, come ci ricorda nella sua Bughyat al-ṭalab Ibn al-ʿAdīm.
Ibn Kathīr ricorda che fu espulso da Baghdād dai fuqahāʾ di quella città per le critiche da lui rivolte ad alcune norme del fiqh.

## Opere
- al-Luzūmiyyāt (lett. «Costrizioni non obbligatorie», con riferimento al tipo di rima ricca scelta dall'autore), o Luzūm mā lā yalzam: raccolta di meditazioni in versi, di tono pessimistico oscillanti tra dubbio e fede.
- Epistola del perdono (Risālat al-ghufrān), racconto in prosa semplice e rimata alternata a versi. La prima parte descrive un viaggio immaginario nell'aldilà da parte di un corrispondente di al-Maʿarrī, di nome Ibn al-Qārih, mentre la seconda parte risponde punto per punto alla lettera che questi aveva mandato al poeta di Maʿarra, soffermandosi in particolare sulla questione dell'eresia nell'Islam, di cui al-Maʿarrī si dichiara implacabile fustigatore.

Il viaggio nell'Aldilà è stato indicato da Miguel Asín Palacios come una possibile fonte della Divina Commedia dantesca nella sua opera La escatología musulmana en la Divina Comedia (Madrid 1919; seconda edizione 1943), ma l'ipotesi si è rivelata priva di fondamento, in quanto il testo dell'epistola non ebbe grande circolazione nel mondo islamico, non fu mai tradotto in lingue occidentali fino all'epoca moderna e, data la sua lontananza dagli interessi dell'Occidente medievale (è infarcito di considerazioni filologiche, metriche e grammaticali), ben difficilmente sarebbe risultato comprensibile nell'originale.

## Traduzioni moderne
- In lingua italiana a cura di Martino Diez: Abu l-Ala' al-Ma'arri, L'epistola del perdono. Il viaggio nell'Aldilà, Torino, Einaudi, 2011. ISBN 9788806207359
- In lingua tedesca a cura di Gregor Scholer: Al-Maʿarrī, Paradies und Hölle: die Jenseitsreise aus dem "Sendschreiben über die Vergebung, München, Beck, 2002.
- In lingua francese a cura di Vincent-Mansour Monteil, L'Épître du Pardon, Gallimard, Parigi, 1984 (traduzione parziale dell'intera epistola, con molte omissioni). Precedentemente M.-S. Meïssa, Le Message du Pardon d'Abou' l'Ala de Maara, Parigi, Paul Geuthner, 1932.
- In lingua inglese a cura di Reynold A. Nicholson, "The Risālatu'l-Ghufrān: by Abū'l-ʿAlāʾ al-Maʿarrī. Summarized and partially translated by Reynold A. Nicholson", Journal of the Royal Asiatic Society (JRAS), 1900, pp. 637–720; 1902, 75-101, 337-362, 813-847 (traduzione parziale dell'intera epistola in lingua inglese). Nicholson fu il primo a rendere nota in occidente l'esistenza dell'Epistola del perdono. Il suo lavoro fu seguito da una nuova traduzione di G. Brackenbury, Abul Ala' Al Maʿarrî, Risalat ul Ghufran, a Divine Comedy, the Epistle of Forgiveness, translated from Arabic by M.A. G. Brackenbury, Il Cairo, 1943. Queste traduzioni inglesi sono ormai tutte superate dalla nuova edizione a cura di Geert Jan Van Gelder e Gregor Schoeler, che offre la prima versione integrale dell'intera Epistola, compresa la seconda parte, con testo a fronte in arabo. Si tratta di Abū l-ʿAlāʾ al-Maʿarrī, The Epistle of Forgiveness, Volume One: A Vision of Heaven and Hell; Volume Two: Hypocrites, Heretics, and Other Sinners, edited and translated by Geert Jan Van Gelder and Gregor Schoeler, Library of Arabic Literature, New York University Press, New York and London, 2013-2014.